# Байдаково (58654471161)
Байдаково — деревня в Себежском районе Псковской области России. Входит в состав сельского поселения «Себежское».

## География
Находится на юго-западе региона, в центральной части района, в лесной местности у озера Байдаково.
Уличная сеть не развита.

## История
В 1802—1924 годах земли поселения входили в Себежский уезд Витебской губернии.
В 1941—1944 гг. деревня находилась под фашистской оккупацией войсками Гитлеровской Германии.
До 1 января 2011 года деревня Байдаково входила в ныне упразднённую Дубровскую волость. В 2010 году, согласно Закону Псковской области от 03.06.2010 № 984-ОЗ, деревня Байдаково после объединения пяти волостей (Глембочинской волости, Долосчанской, Дубровской, Лавровской и Томсинской) вошла в образованное муниципальное образование «Себежское сельское поселение».
В результате в Себежском сельском поселении образовались две деревни с названием Байдаково. 

## Население
| 2001 | 2002 | 2010 |
| ---- | ---- | ---- |
| 5    | ↗8   | ↘2   |

Согласно результатам переписи 2002 года, в национальной структуре населения русские составляли 87 % от общей численности в 8 чел..

## Инфраструктура
Лесное хозяйство.

## Транспорт
Просёлочная дорога до д. Пучнино с выездом на федеральную трассу М9. 